# Fortezza di Ferrara
La fortezza di Ferrara, talvolta chiamata anche cittadella di Paolo V o in modi simili, è stata una struttura difensiva di grandi dimensioni sulla cinta muraria di Ferrara costruita nel 1608 e demolita definitivamente nelle sue principali strutture a partire dal 1859.

## Storia
Con la devoluzione di Ferrara, che comportò la fine del ducato e del governo degli Este a Ferrara, iniziò il periodo dell'amministrazione diretta da parte della Santa Sede esercitata dai cardinali legati. Il primo di questi, mandato da papa Clemente VIII, fu suo nipote Pietro Aldobrandini.

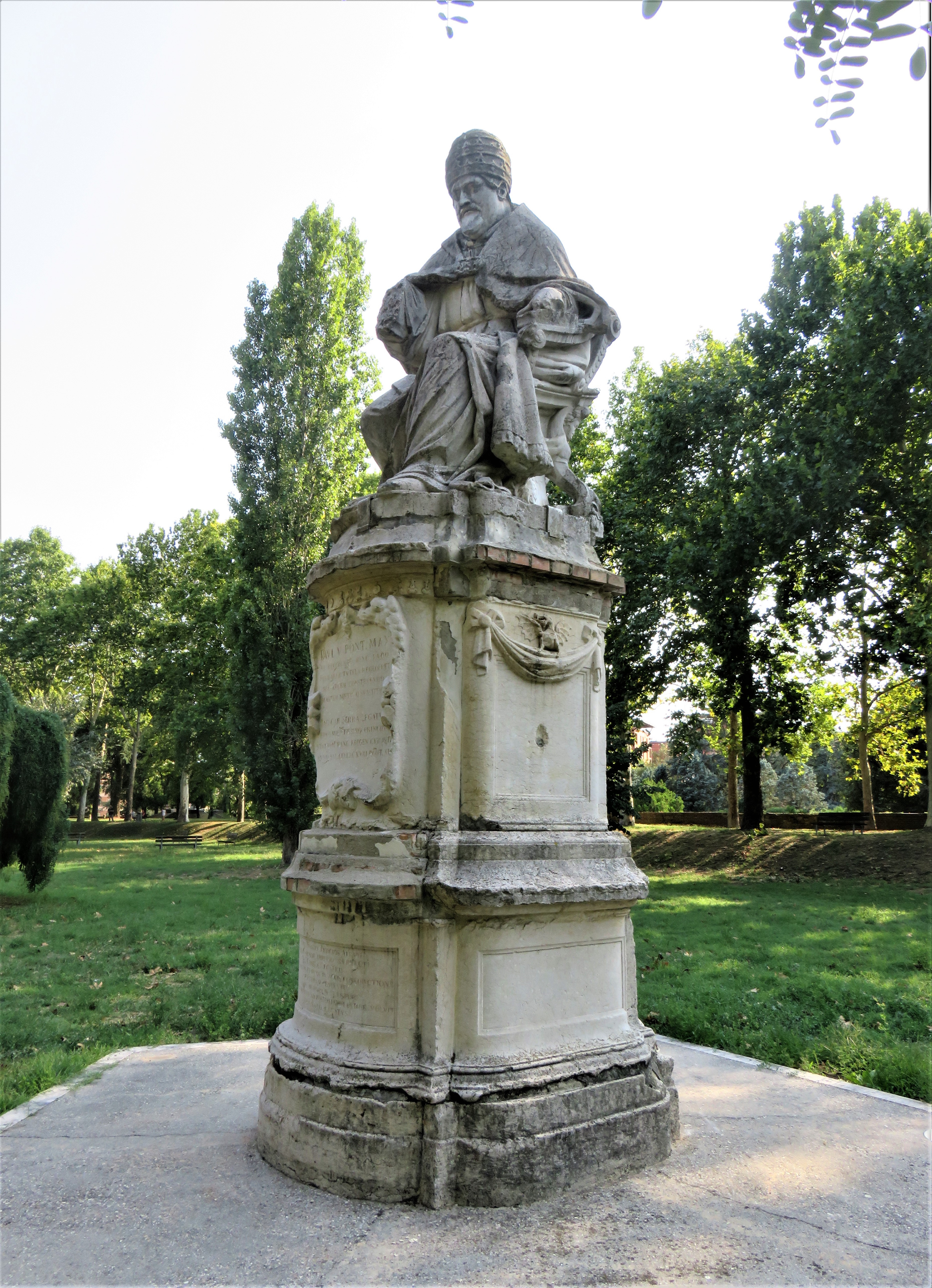
Statua di Paolo V, anticamente al centro della piazza d'armi della fortezza. Restaurata recentemente è stata posta sulle mura, tra i bastioni di Santa Maria e di San Paolo, uniche parti ancora esistenti dell'antica struttura militare.

### Costruzione
Durante la visita a Ferrara, attorno alla metà del 1598, Clemente VIII iniziò a pensare ad una struttura fortificata moderna finalizzata ad un duplice scopo: difendere la città da possibili attacchi provenienti dalla Serenissima, che avrebbe potuto tentare di conquistare un territorio da sempre nei suoi interessi, e mantenere il controllo locale anche nei confronti della popolazione, magari istigata dagli stessi Este ormai a Modena per riprendere il controllo della loro antica capitale. Per molti anni tuttavia la situazione restò immutata, e Pietro Aldobrandini appena arrivato in città visitò la famosa Delizia di Belvedere. Questo palazzo e l'isola sulla quale si trovava con i suoi giardini gli venne quello stesso anno in eredità, quando morì Lucrezia d'Este. L'Aldobrandini, quando venne a conoscenza delle intenzioni di papa Paolo V di procedere con il progetto di erigere la fortezza, si affrettò a vendere la proprietà da poco ereditata. I lavori iniziarono già durante la fase finale del papato di Clemente VIII ma non furono conclusi.
Fu dunque con Paolo V che i lavori della fortezza continuarono in modo più spedito, a partire dal 1608, e proseguirono ancora per circa 10 anni. Il progetto, inizialmente affidato a Giovan Battista Aleotti e che per l'occasione era stato nominato "architetto della Fortezza di Ferrara", venne poi realizzato compiutamente da Pompeo Targone, e comportò la distruzione di una parte delle antiche mura, della delizia e di Castel Tedaldo. Fu rasa al suolo (spianata) una parte consistente della città e tale operazione rese più invisa alla popolazione il dominio papale. La fortezza, in tal modo, giustificò la sua funzione di controllo degli stessi ferraresi e non solo quella ufficiale di difesa contro possibili nemici esterni.
Alcuni anni dopo, quando a Ferrara il cardinale legato pontificio fu Giulio Cesare Sacchetti, le strutture della fortezza vennero ulteriormente integrate ed ampliate inoltre proseguì l'opera di demolizione dei quartieri cittadini vicini per ottenere una maggior visuale a scopi difensivi. Anche la chiesa di San Benedetto venne coinvolta in questa fase dei lavori, come le porte cittadine di San Pietro e dell'Amore.

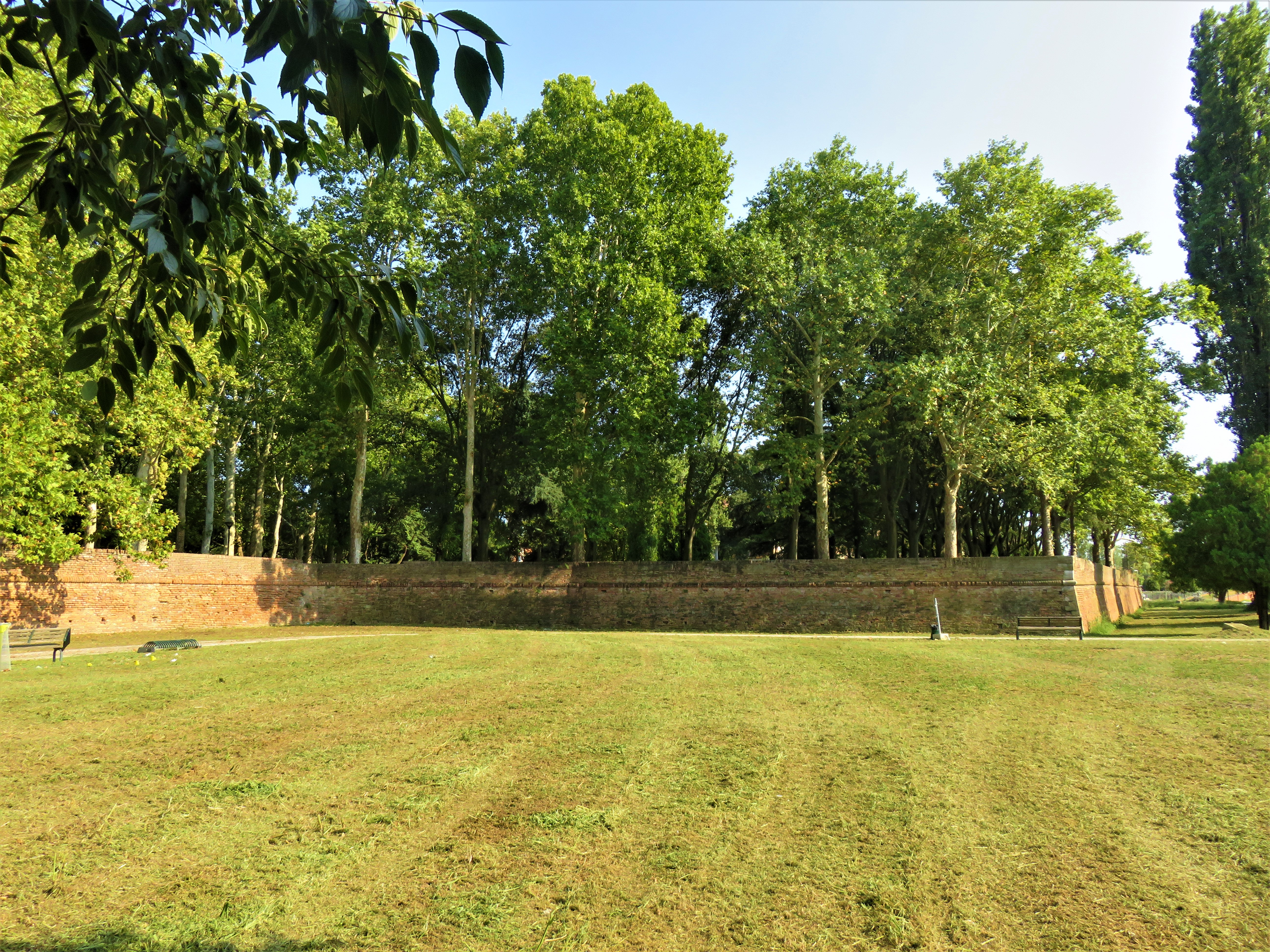
Mura esterne della fortezza ancora esistenti tra i baluardi di Santa Maria e di San Paolo.

### Parentesi napoleonica e periodo austriaco
Con l'arrivo delle truppe napoleoniche ne venne iniziata la demolizione e alcuni bastioni furono smantellati ma con la fine del periodo repubblicano a Ferrara si instaurò un governo solo formalmente legato alla Chiesa, mentre il controllo reale fu in mano austriaca. La guarnigione dell'Impero austriaco riparò i danni della fortezza e ricominciò ad usarla per il controllo territoriale sino al 1859.

### Demolizione
In pochi anni la situazione geopolitica mutò radicalmente, con la nascita del Regno d'Italia. A quel punto le sorti della fortezza furono decise, e venne rasa completamente al suolo con la sola eccezione dei due baluardi più a sud ovest, quello di Santa Maria e quello di San Paolo. Anche la piccola chiesa dedicata a Maria, opera di Giovan Battista Aleotti si salvò, ma fu poi distrutta durante i bombardamenti alleati della seconda guerra mondiale.

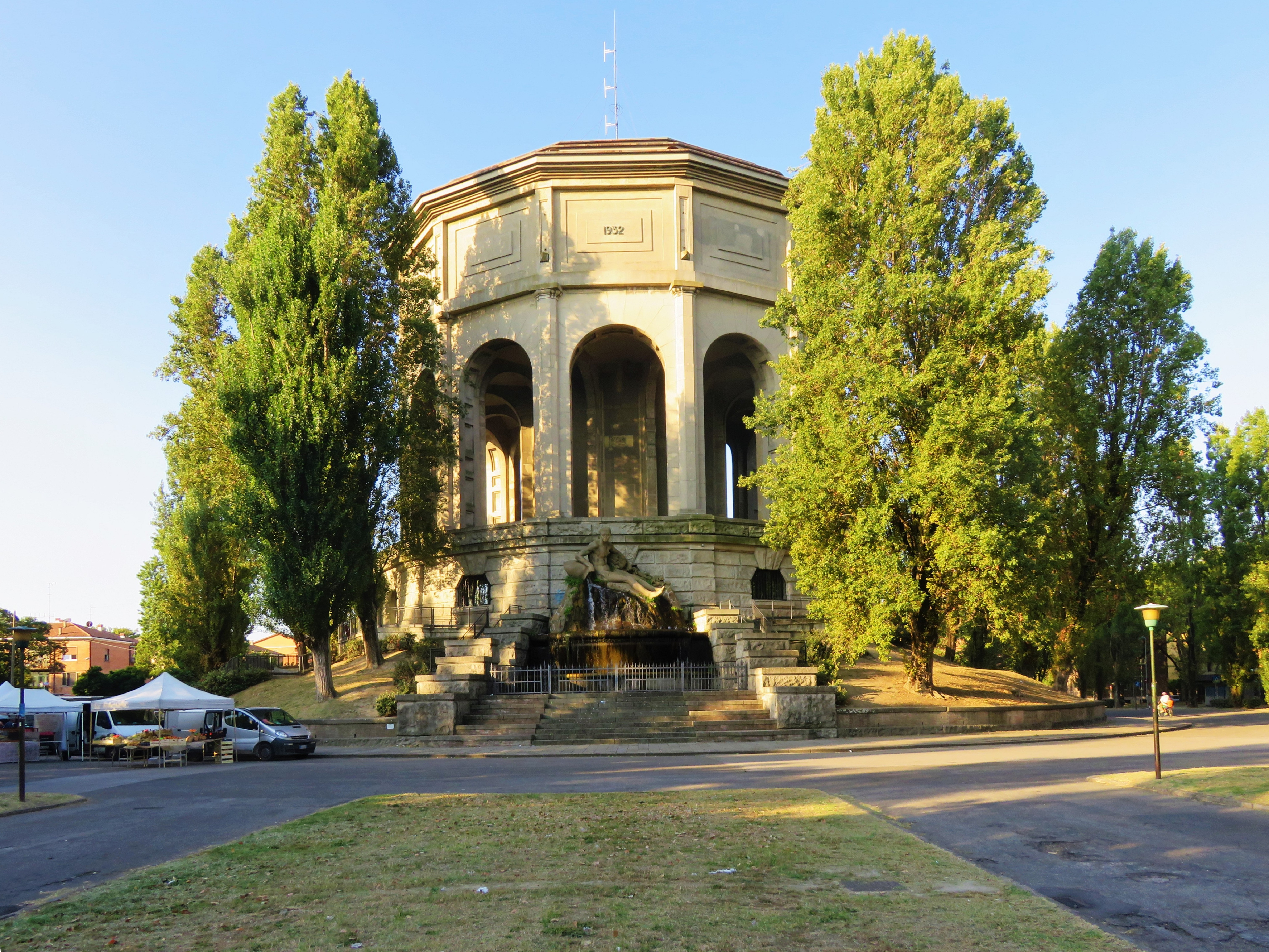
Acquedotto monumentale di Ferrara, forse l'edificio più rappresentativo del quartiere Giardino.

### Sviluppo dell'area durante il XX secolo
All'inizio del XX secolo, dopo le distruzioni della seconda metà del secolo precedente, l'intera area era praticamente vuota di costruzioni e l'antica piazza d'armi della fortezza demolita unita alla grande spianata che si trovava a est era un terreno libero delimitato a sud ovest solo dai due bastioni superstiti. Il 13 aprile del 1906 quello spazio enorme ospitò a Ferrara lo spettacolo Buffalo Bill's Wild West, con Buffalo Bill, che in quel periodo era in tournée in diverse città italiane.
A partire dal primo dopoguerra, nell'ambito dell'Addizione Novecentista, l'area entrò nell'interesse dell'amministrazione cittadina e fu oggetto di importanti opere di urbanizzazione con la nascita di un nuovo quartiere, il quartiere Giardino, affidato inizialmente (e sin dal 1910) ai progetti dell'architetto Ciro Contini poi seguito da altri ingegneri ed architetti come Girolamo Savonuzzi, Carlo Savonuzzi, Adamo Boari e Virgilio Coltro. Le opere che influenzarono lo sviluppo futuro di tutto il nuovo rione ed ancora presenti sono l'Acquedotto di Ferrara, lo stadio Paolo Mazza, l'ex Mercato Ortofrutticolo, la scuola elementare Poledrelli e la ex Caserma Pastrengo. Nel secondo dopoguerra nuovi edifici ad uso abitativo hanno completato l'opera di urbanizzazione e la toponomastica delle vie in quell'area conserva il ricordo della sua storia passata, in particolare con via Fortezza, via Paolo V e via Castel Tedaldo.

## Descrizione
Per il tempo la fortezza fu una struttura moderna, a base pentagonale, con un fossato tutto attorno ed ingressi controllati attraverso pochi accessi difesi da bastioni e rivellini. All'interno gli edifici di servizio per la guarnigione e al centro una grande piazza d'armi. Al centro della piazza stava la statua del pontefice Paolo V.

## Patrimonio dell'umanità
L'intero percorso delle mura di Ferrara, che comprende anche ciò che resta dell'antica fortezza, viene ricordato tra i criteri di iscrizione della città ai siti patrimonio mondiale dell'umanità con l'inserimento nel patrimonio mondiale UNESCO rispettivamente a Berlino nel 1995 e a Marrakech nel 1999.